# Trycherus angolensis
Trycherus angolensis es una especie de coleóptero de la familia Endomychidae.

## Distribución geográfica
Habita en Angola.